# سید علی‌محمد دستغیب
سیّد علی‌محمّد دستغیب (زادهٔ ۲۳ اسفند ۱۳۱۳ در شیراز)، از مراجع تقلید شیعهٔ ایرانی است. او از سال ۱۳۶۰ (در دوره‌های نخست، سوم و چهارم) عضو مجلس خبرگان رهبری بوده است و برادر سید علی‌اصغر دستغیب دیگر نماینده مجلس خبرگان از استان فارس و خواهر زاده سید عبدالحسین دستغیب (شهید دستغیب) می‌باشد. مقلّدین دستغیب بیشتر از استان‌های جنوبی ایران و خصوصاً استان فارس هستند.

## زندگی
سیّد علی‌محمّد دستغیب در ۲۳ اسفند ۱۳۱۳ در شیراز زاده شد. مادر وی خواهر سید عبدالحسین دستغیب می‌باشد. او برادر سید علی اصغر دستغیب دیگر نماینده مجلس خبرگان از استان فارس است.

### شروع دروس حوزوی
از نوجوانی به مسجد جامع عتیق که بدست سید عبدالحسین دستغیب (در ایران معروف به شهید دستغیب) بازسازی و احیاء شده بود رفت‌وآمد داشت و از سخنان و نظرات او بهره می‌برد. رفته رفته با پرورش در این خانواده و ارتباط مستمر با سید عبدالحسین دستغیب به دروس علمیه، علاقه‌مند شد، چنان‌که در خلال تحصیلات دبیرستان تا اخذ دیپلم، ادبیات عرب (جامع المقدمات، سیوطی، مغنی و مطول) و معالم و شرایع را نزد استادان بنام شیراز در مدرسه علمیه قوام تحصیل کرد. از اوایل درس شرح لمعه با حسنعلی نجابت آشنا شد. لمعتین و مقدار زیادی از رسائل را نزد او گذراند و به دستور وی باقی‌ماندهٔ رسائل و همچنین مکاسب را نزد علی‌اکبر ارسنجانی به اتمام رساند. همچنین آشنایی وی با محمد جواد انصاری همدانی نیز بواسطه حسنعلی نجابت بود. او در خصوص آشنایی با محمد جواد انصاری همدانی گفته است:
آشنایی دوستان با مرحوم آقای انصاری از برکت مرحوم آقای نجابت بود و ایشان واسطه در آشنایی بودند. در یک سفر که با جمعی از دوستان به همدان می‌رفتند، بنده را نیز همراه کردند و به محضر آن ولی خدا مشرف شدیم. یک عظمت عجیبی از مرحوم آقای انصاری به نظرم آمد، هیبت عجیبی داشت. در جلساتی که خدمت ایشان بودیم غالباً سکوت و تفکّر بود و کم سخن می‌گفتند. در سالهایی که در حوزه علمیه قم مشغول به تحصیل بودم به‌طور مداوم برای رسیدن به محضر ایشان به همدان می‌رفتم.

### عزیمت به قم
در سال ۱۳۳۷ به دستور استادش حسنعلی نجابت عازم قم شد و به سفارش او درس کفایة الاصول را نزد سلطانی و بعضی دیگر از استادان فراگرفت و پس از آن به درس سید روح‌الله خمینی و سید محمدرضا گلپایگانی حضور یافت. او در مورد آشنایی با خمینی چنین گفته است:
آشنائی حقیر با امام خمینی از ناحیه استادم حضرت آیت‌الله العظمی نجابت بود که از امام بسیار تعریف و تمجید می‌کردند. امام در آن وقت در فقه مبحث مکاسب و در اصول مبحث اوامر را می‌فرمودند و مرحوم آیت‌الله العظمی گلپایگانی بحث خارج طهارت را، که بنا به فرمایش مرحوم استاد در این دروس حاضر شدم و از برکات انفاس قدسیهٔ ایشان اوقاتم به هیچ وجه به بطالت نمی‌گذشت و درس‌ها را مطالعهٔ قبل و بعد می‌کردم و همه را می‌نوشتم که بحمد الله آن تقریرات هنوز موجود است.

### تحصیل در نجف
او پس از تحصیل در حوزه علمیه قم برای ادامهٔ تحصیل و تکمیل دروس به نجف سفر کرد که خود در این رابطه چنین می‌گوید:
پس از فوت آیت‌الله العظمی سید عبدالهادی شیرازی، مرحوم استاد حضرت آیت‌الله العظمی نجابت دستور دادند که به نجف اشرف مشرّف شوم و لذا حقیر با مختصر مؤونه‌ای به نجف اشرف رفتم و به سفارش ایشان به درس فقه و اصول مرحوم آیت‌الله العظمی خوئی و درس مرحوم آیت‌الله العظمی شیخ محمّدباقر زنجانی که به وفور علم و تقوی مشهور بود حاضر شده و مطالب را می‌نوشتم.

### بازگشت به شیراز
او پس از تحصیل در نجف و کسب درجه اجتهاد، به شیراز بازگشت و در مدرسه علمیه آقاباباخان مشغول به تدریس سطح گردید و دروس سطح را تا کفایتین چند دوره تدریس نمود و در عین حال توجه زیادی به مباحثهٔ دروس خارج داشت.

### تأسیس مدارس علمیّه در شیراز
او از سال ۱۳۵۹، «مدرسهٔ علمیه ابوصالح» را در منزل شخصی خود تأسیس کرد و خود او تدریس را از ابتدای دروس مقدماتی شروع کرده و تا پایان سطح ادامه داد و از سال ۱۳۶۸ تاکنون به تدریس خارج فقه و اصول پرداخته است.
ایشان با یک واسطه شاگرد عارف بالله قاضی هستند.
هم‌زمان، با درخواست بانوان مشتاق به تحصیل علوم دینی، مدرسهٔ علمیّه مکتب الاخلاص را تأسیس کرد و همچنین به جهت پذیرش طلاب سایر شهرستان‌ها، مدرسه علمیّه امام صادق را - که در بخش گویم از توابع شهرستان شیراز واقع می‌باشد - اختصاص داد و با افزایش تقاضای بانوان علاقه‌مند به تحصیل در حوزه، مدرسه علمیّه دیگری با نام بیت‌الزهراء تأسیس کرد.
تاکنون بیش از صد نفر از طلاب مدارس او صلاحیّت تدریس سطوح مختلف حوزوی را به دست آورده و در امتحانات شورای مدیریّت حوزه علمیّه قم به نتایج بالایی دست یافته‌اند تا آنجا که مدارس زیرنظر وی از نظر تأمین مدرس برای سطوح عالیه حوزه با کمبودی روبرو نیست؛ و حتی گاه افرادی را جهت تدریس در دیگر شهرستان‌ها و مدارس، معرفی می‌کند.

### امامت جماعت مسجد قبا
از سال ۱۳۴۸ به پیشنهاد سیدابوالحسن دستغیب، پدرخانم و دایی او که خود امام جماعت این مسجد بود، امامت جماعت مسجد آتشی‌ها که بعداً مسجدقُبا نامیده شد را پذیرفت و این مسجد را به پایگاه مخالفان نظام پهلوی مبدل ساخت، که در طول انقلاب سال ۱۳۵۷ بسیاری از حرکت‌های ضد حکومت پهلوی از این مسجد برنامه‌ریزی و انجام می‌شد، به طوری که ساواک دائماً مسجد را زیر نظر داشته و با افرادی که در این مسجد رفت‌وآمد داشتند برخورد می‌نمود.

#### مبارزات با حکومت پهلوی
او مبارزات خود با حکومت پهلوی را چنین شرح داده است:
 اینجانب موفّقیت‌های خود در حمایت از نهضت امام خمینی را از برکات شاگردی مرحوم استاد آیت‌الله العظمی نجابت می‌دانم. آن عالم ربّانی و عارف صمدانی طالبین معرفت را چنان پرورش می‌داد که حبّ فی‌الله و بغض فی الله در وجودشان رسوخ کرده و مستحکم می‌شد و چون امام خمینی را از اولیاء خدا می‌دانستند، لذا خودِ ایشان مشتاقانه به استقبال قیام امام خمینی رفته و از هر جهت از نهضت امام حمایت می‌کردند. در سال ۱۳۴۱ ه‍.ش خود و رفقای ایشان جزء مشوّقان و حامیان آیت‌الله شهید دستغیب در قیام شیراز بودند و هر کس از دوستانشان در شیراز، قم یا مشهد با امام بود، به انحاء مختلف تشویق می‌کردند، و هر کس مسامحه می‌کرد یا مانع بود با تذکّر یا تهدید رفع مانع می‌نمودند؛ و چون دید خدایی داشتند و باطن افراد را می‌شناختند، ساواکِ شاه نتوانست در مجالس ایشان راه پیدا کند، البته در نهایت مأمورین ساواک با قرائن نقش ایشان را دریافتند و بعضی از دوستانشان را در پانزده خرداد دستگیر و مرحوم استاد را تحت تعقیب قرار دادند که خداوند ایشان را حفظ کرد.

#### اعلام مرجعیت سید روح‌الله خمینی
پس از آنکه مرجع تقلید شیعه، محسن حکیم در سال ۱۳۴۹ درگذشت، در مراسم هفتمین روز درگذشت او، مجلسی با حضور علمای برجسته شهر و قریب ده هزار نفر از مردم در مسجد شهدا (نو) برگزار گردید. در حین برگزاری مراسم اعلامیه‌ای از جانب جامعه روحانیت شیراز مبنی بر اعلام مرجعیّت سید روح‌الله خمینی به دست سخنران مجلس داده شد که ایشان از خواندن آن خودداری کرد؛ لذا سید علی‌محمد دستغیب به دستورسید عبدالحسین دستغیب، به منبر رفت و مرجعیت سید روح‌الله خمینی پس از محسن حکیم را اعلام کرد.
این حرکت ضربه شدیدی به حکومت شاه بود و موجب ترس و نگرانی آنان شد. مأموران حکومت بلافاصله درصدد جستجو و دستگیری سخنران برآمدند که او با کمک دوستانش از مجلس خارج شد و عوامل ساواک موفّق به دستگیری او نشدند. از آن به بعد مأمورین شاه او را تحت نظر شدید قرار دادند و چندین دفعه از منبر ممنوع شد، اما او دست از افشاگری علیه حکومت پهلوی برنداشته و برای این که بهانه به دست عوامل حکومت ندهد از منبر استفاده نکرده و روی زمین سخنرانی می‌نمود. لیکن دستگاه ساواک دائماً او را تحت نظر داشته و چندین دفعه بازداشت و زندانی نمود و در نهایت در سال ۱۳۵۶ به شهر اهر در استان آذربایجان شرقی تبعید شدند؛ ولی در تبعید نیز دست از مبارزه برنداشت؛ تا آنکه رژیم شاه پس از چند ماه مجبور شد او را به شهرستان سقّز واقع در استان کردستان تبعید نماید که این تبعید مدّت ۹ ماه به طول انجامید. در سال ۱۳۵۷ با بازگشت از تبعید تا پیروزی انقلاب ایران (۱۳۵۷) با رهنمودهای حسنعلی نجابت شیرازی در کنار سید عبدالحسین دستغیب در سرپرستی نهضت و ترغیب و تشویق مردم به ادامهٔ مبارزه نقش فعالی داشت.

#### جنگ ایران و عراق
با شروع جنگ ایران و عراق در سال ۱۳۵۹ مسجد قبا (آتشیها) محلّی برای اعزام نیرو به سوی جبهه‌ها شده بود و اغلب فرماندهان جنگ از استان فارس به نحوی به او وابستگی داشتند.

## فعّالیت‌های فرهنگی و مذهبی
از اوایل انقلاب، جزواتی با موضوعات مختلف همچون اصول عقاید اسلامی، تفسیر قرآن، اخلاق اسلامی و نهج البلاغه توسّط او نوشته می‌شد و از طریق پست و به صورت آموزش مکاتبه‌ای از راه دور و رایگان در اختیار دوستداران معارف دینی قرار می‌گرفت که سال‌هاست این مجموعه با عنوان «مرکز نشریات رایگان» مسجد قبا با حدود پانزده هزار نفر مشترک از سراسر کشور و دیگر کشورها به فعّالیت خود ادامه می‌دهد.
همچنین کتابخانه «باقر العلوم» در دو طبقه از طبقات مسجد قبا با در اختیار داشتن ۳۵۰۰۰ جلد کتاب و ۱۲۰۰ متر مربّع سالن مطالعه در یک طبقه و ۸۰۰ متر مربّع مخزن کتاب در طبقه دیگر به عنوان بزرگ‌ترین کتابخانهٔ مساجد کشور، در سال ۱۳۷۵ راه اندازی شد و در حال حاضر با پذیرش ۳۰۰۰ عضو مشغول فعّالیت است.
از دیگر فعّالیت‌های این مجموعه ایجاد مرکز آموزش رایانه و عرضهٔ نرم‌افزارهای مذهبی و حوزوی بوده است که تا کنون تعداد بسیاری از طلّاب، اصحاب مسجد و دیگر مؤمنین در این دوره‌های آموزشی شرکت کرده و موفّق به دریافت مدرک معتبر شده‌اند.
بخش استفتائات و انتشارات، وظیفهٔ پژوهش، تایپ، صفحه آرایی، ویراستاری و چاپ کتب سید علی محمد دستغیب را بر عهده داشته و پاسخگویی به مسائل شرعی و مراجعات شفاهی و کتبی را انجام می‌دهد. همچنین راه اندازی «پایگاه اطّلاع رسانی دفتر سیّد علی محمّد دستغیب» بود که جوابگوی سؤالات و مراجعات اینترنتی است.
مجلس درس تفسیر و اخلاق اسلامی او نیز در روزهای یکشنبه و چهارشنبه هر هفته بعد از اقامه نماز مغرب و عشا، برگزار می‌شود.

### انتشار رسالهٔ توضیح المسائل
در سال ۱۳۸۷ رسالهٔ توضیح المسائل او به مرحلهٔ چاپ و انتشار رسید.

### تألیفات
او از ابتدای جوانی درس‌هایی را که فرا می‌گرفت و همچنین دروس خارجی را که تدریس کرده است را به صورت مکتوب درآورده است و همین امر باعث شد که در اکثر زمینه‌های فقهی و اصولی نظرات او برای طلّاب و محقّقین قابل دست یابی باشد و تا به حال حدود سی جلد از کتب فقهی و اصولی او به مرحله چاپ و انتشار رسیده است. علاوه بر کتب فقهی، حدود ۲۵ عنوان کتاب اخلاقی، اعتقادی و تفسیر از تألیفات‌اش به چاپ رسیده یا مراحل انتشار را طی می‌کند. بعضی از کتب او بارها تجدید چاپ شده است.
برخی از تألیفات:
- معجم الثُّقات من جامع الرواة (در علم رجال)
- موسوعة الهادی الی الطریقة الوسطی فی شرح العروة الوثقی (خارج فقه در پانزده جلد)، شامل: کتاب الاجتهاد و التقلید، کتاب الطهارة (سه جلد)، کتاب الصلاة (شش جلد)، کتاب الصوم (دو جلد)، کتاب الحجّ (دو جلد)، کتاب الخمس، کتاب الزکاة (دو جلد)، کتاب الاجارة، کتاب القضاء و الشهادات (دو جلد).
- الهادی الی مناسک الحجّ (خارج فقه در مناسک حج در دو جلد).
- الهادی الی المکاسب (خارج فقه معاملات) شامل: المکاسب المحرّمة (دو جلد)، البیع (در دست چاپ)
- دعا و توسّل (در آداب دعا، همراه با حکایات و حالات بعضی مقرّبین)
- سیره طلّاب (در آنچه که یک طلبه از آداب اخلاقی و شیوه زندگی و معاشرت با دیگران باید بداند)
- سُبُلُ السّلام (دوره اصول عقاید برای نوجوانان و جوانان)
- رساله توضیح المسائل
- مناسک حج
- پرسش و پاسخ (استفتائات) از محضر سیدعلی محمد دستغیب
- جزوات نشریات رایگان، شامل دروس تفسیر قرآن، نهج البلاغه، اخلاق‌اسلامی و عقاید اسلامی.
- تفسیر سوره‌های مختلف قرآن.
- طلیعه توحید (حاوی نکات عرفانی و لطیف در شرح دعای صباح به انضمام بیاینات مرحوم نجابت)
- تفسیر هادی (تا کنون دو جلد از آن منتشر شده)

### بازسازی مسجد قبا
به دلیل درخواست مراجعان و کمبود فضای مسجد قبا، تعدادی از منازل اطراف مسجد خریداری شد و بنایی وسیع‌تر در چهار طبقه به منظور اقامهٔ جماعت و فعّالیت‌های اسلامی ساخته شد.

## فعالیت‌های سیاسی

### نمایندگی در مجلس خبرگان رهبری
دستغیب در انتخابات مجلس خبرگان توانست به عنوان نماینده منتخب مردم شیراز وارد مجلس خبرگان شود.
او که از روحانیون اصلاح طلب است، در سال ۱۳۶۰ کاندیدای مجلس خبرگان رهبری شده و با رأی بالایی به عنوان نمایندهٔ مردم فارس انتخاب گردید. وی در دوره‌های نخست، سوم و چهارم به عنوان نماینده مردم استان فارس در مجلس خبرگان رهبری حضور داشته است. در انتخابات دوره پنجم خبرگان (اسفند ۱۳۹۴) وی با تعداد زیادی از اصلاح طلبان رد صلاحیت شدند و از ورود به انتخابات خبرگان بازماندند.

### موضع‌گیری‌ها بعد از انتخابات دهم ریاست جمهوری
سید علی‌محمد دستغیب بعد از انتخابات بحث‌برانگیز ریاست جمهوری دهم در خرداد ۱۳۸۸ و سرکوب مردم معترض به نتایج انتخابات، بارها در بیانیه‌های خود از الزام برای رسیدگی حقوق تضییع شده مردم سخن گفت. او در یک نامه سرگشاده به مجلس خبرگان رهبری که خود نیز یکی از اعضای آن است، از اعضای مجلس خبرگان خواست که «تا دیر نشده خبرگان برای اعادهٔ حیثیت از مرجعیت، تشکیل جلسه علنی دهد» و به شکایات مردم معترض «از طریق نمایندگان آن‌ها، موسوی و کروبی رسیدگی شود».
دستغیب پس از خطبه‌های نماز جمعهٔ ۲۶ تیرماه هاشمی رفسنجانی در دانشگاه تهران، در یک بیانیه از هاشمی رفسنجانی حمایت کامل کرد و تأکید کرد: «نصایح خیر خواهانه جنابعالی در نماز جمعه تهران در روز بیست و ششم تیر ماه را همه شنیدند و آنچه پیش آمده از نگرانی بسیاری از مردم این سرزمین که همه مسلمان و دوستداران اهل بیت پیغمبر اسلام هستند بازگو کردید؛ و رنجش خاطر آن عده کثیر از مردم را تذکر دادید. ما شاهد ضرب و شتم مردم بی دفاع بخصوص دانشگاهیان بودیم. پر کردن زندان‌ها و باز جوئی‌های آنچنانی که بر کسی پوشیده نیست. شما پیشنهادهای خوبی برای التیام نسبی دادید، آزادی همهٔ زندانیان، دلجوئی از آنها و خانواده آنها و اینکه بتوانند آزادانه حرف منطقی خود را بزنند و همچنین رسانه‌های جمعی قضاوت یکطرفه نداشته باشند».
سید علی‌محمد دستغیب، خطبه‌های نماز جمعهٔ هاشمی رفسنجانی را مطالبات مردم نامید و از این نمایندگان خواست به خواست اکثریت ملت احترام بگذارند و بجای حمله به هاشمی از شکنجه در زندان، اتهام‌زنی و اعتراف‌گیری‌های غیرقانونی انتقاد کنند. وی وقوع تقلب در انتخابات را نیز تأیید کرد: «می‌فرمایید چهل میلیون نفر در انتخابات شرکت کردند. اما سؤال اینجا است که سخن اکثریت ایشان این است که رأی ما کجا رفت؟» او به عنوان نمایندهٔ مجلس خبرگان رهبری خواستار تشکیل جلسهٔ فوری این شورا شد و اعلام کرد «اینجانب صادقانه و خیرخواهانه عرض می‌کنم تا دیر نشده خبرگان برای اعادهٔ حیثیت از مرجعیت، تشکیل جلسه دهد آن هم علنی و مطالب بررسی گردد و به خواست مردم که همان قانون اساسی است جواب داده شود و به شکایات آنها به وسیلهٔ نمایندگان آنها یعنی آقای موسوی و آقای کروبی رسیدگی شود، ببینید چه قدر محبوب خواهید شد و حفظ نظام این است، که باید بماند، و اشخاص می‌روند امّا اعمال و رفتار آنها باقی است.»

### حمله به مسجد قبا
نیروهای بسیجی و لباس شخصی چندین بار به مسجد قبا که آیت الله دستغیب امام جماعت آن است، حمله و در مواردی خساراتی هم به این مسجد وارد کردند.
در روز جمعه ۱۲ شهریور ۱۳۸۹، حمله به مسجد قبای شیراز شدیدتر بود و خسارت‌های جدی به مسجد وارد شده و تعدادی از نمازگزاران حاضر و طلبه‌هایی که در این مسجد سکونت داشتند، شدیداً مجروح شدند.

## برخی فتواها و مواضع مهم

### محارب و محاربه
- وی در مورد محارب و حکم آن گفته است:  همچنان که از آیات و روایات و فتاوای فقهاء ظاهر است و در اصل ۲۷ قانون اساسی نیز تصریح شده است: «تشکیل اجتماعات و راهپیمایی‌ها، بدون حمل سلاح، به شرط آن که مخل به مبانی اسلام نباشد آزاد است». مردم حق دارند به‌طور مسالمت‌آمیز و با حفظ آرامش و بدون این که مخل به مبانی اسلام باشد، راهپیمایی و اعتراض نمایند و هیچ‌کس حقّ منع مردم از این حقّ قانونی‌شان را ندارد؛ و چنانچه افرادی به صورت غیرقانونی به این گونه تجمّعات حمله کنند و شرکت کنندگان را مورد ضرب و شتم قرار دهند یا برای مردم ایجاد رعب و وحشت نمایند، مصداق محارب می‌باشند و مردم می‌توانند برای حفظ جان، از خود دفاع نمایند. صرف توهین به مسئولین، صدق محاربه نمی‌کند. البته توهین کننده استحقاق تعزیر دارد و منحصراً سبّ و دشنام دادن به پیامبر اکرم (ص) و ائمّهٔ اطهار (ع) حکم قتل دارد.[۱۱]